# داین ابوت (بازیگر)
دایَن ابوت (انگلیسی: Diahnne Abbott؛ زادهٔ ۱ ژانویهٔ ۱۹۴۵) هنرپیشه اهل ایالات متحده آمریکا است. از فیلم‌هایی که وی در آن نقش داشته است می‌توان به سلطان کمدی اشاره کرد.
وی در سال ۱۹۷۶ با رابرت دنیرو ازدواج کرد و در سال ۱۹۸۸ از وی طلاق گرفت. حاصل ازدواج آن ها پسری به نام رافائل بود.